# Ouled Fares
Ouled Fares là một đô thị thuộc tỉnh Chlef, Algérie. Dân số thời điểm năm 2002 là 30.068 người.